# Phalangiotarbi
Los falangiotarbios (Phalangiotarbi) son un orden extinto de arácnidos, cuyos fósiles se han encontrado desde el principio del Devónico en Alemania y más extendidos al Carbonífero superior de Europa y Norteamérica. La última especie es del principio del Pérmico a Rotliegendof (Alemania).
También se denominan falangiotárbidos (Phalangiotarbida), nombre creado por  Petrunkevitch (1955)) en un intento de estandarizar los nombres de los órdenes de arácnidos, cosa innecesaria según el Código Internacional de Nomenclatura Zoológica.

## Taxón incluido
- Familia Anthracotarbidae Kjellesvig-Waering, 1969
  - Género Anthracotarbus Kjellesvig-Waering, 1969
    - Anthracotarbus hintoni Kjellesvig-Waering, 1969
- Familia Architarbidae Karsch, 1882
  - Género Architarbus Scudder, 1868
    - Architarbus hoffmanni Guthörl, 1934  (Opiliotarbus kliveri Waterlot, 1934; Goniotarbus sarana Guthörl, 1965)
    - Architarbus minor Petrunkevitch, 1913
    - Architarbus rotundatus Scudder, 1868

  - Género Bornatarbus Rößler & Schneider, 1997
    - Bornatarbus mayasii (Haupt in Nindel, 1955)

  - Género Devonotarbus Poschmann, Anderson & Dunlop, 2005
    - Devonotarbus hombachensis Poschmann, Anderson & Dunlop, 2005

  - Género Discotarbus Petrunkevitch, 1913
    - Discotarbus deplanatus Petrunkevitch, 1913

  - Género Geratarbus Scudder, 1890
    - Geratarbus lacoei Scudder, 1890
    - Geratarbus bohemicusPetrunkevitch, 1953

  - Género Goniotarbus  Petrunkevitch, 1953
    - Goniotarbus angulatus (Pocock, 1911)
    - Goniotarbus tuberculatus (Pocock, 1911)

  - Género Hadrachne Melander, 1903
    - Hadrachne horribilis Melander, 1903

  - Género Leptotarbus Petrunkevitch, 1945
    - Leptotarbus torpedo (Pocock, 1911)

  - Género Mesotarbus Petrunkevitch, 1949
    - Mesotarbus angustus (Pocock, 1911)
    - Mesotarbus eggintoni (Pocock, 1911)
    - Mesotarbus hindi (Pocock, 1911)
    - Mesotarbus intermedius Petrunkevitch, 1949
    - Mesotarbus peteri Dunlop & Horrocks, 1997

  - Género Metatarbus Petrunkevitch, 1913
    - Metatarbus triangularus Petrunkevitch, 1913

  - Género Ootarbus Petrunkevitch, 1945
    - Ootarbus pulcherPetrunkevitch, 1945
    - Ootarbus ovatusPetrunkevitch, 1945

  - Género OrthotarbusPetrunkevitch, 1945
    - Orthotarbus minutus (Petrunkevitch, 1913)
    - Orthotarbus robustus Petrunkevitch, 1945
    - Orthotarbus nyranensis Petrunkevitch, 1953

  - Género Paratarbus Petrunkevitch, 1945
    - Paratarbus carbonarius Petrunkevitch, 1945

  - Género Phalangiotarbus Haase, 1890
    - Phalangiotarbus subovalis (Woodward, 1872)

  - Género Pycnotarbus Darber, 1990
    - Pycnotarbus verrucosus Darber, 1990

  - Género Triangulotarbus Patrick, 1989
    - Triangulotarbus terrehautensisPatrick, 1989
- Familia Heterotarbidae Petrunkevitch, 1913
  - Género Heterotarbus Petrunkevitch, 1913
    - Heterotarbus ovatus  Petrunkevitch, 1913
- Familiay Opiliotarbidae Petrunkevitch, 1949
  - Género Opiliotarbus Pocock, 1910
    - Opiliotarbus elongatus (Scudder, 1890)
- nomina dubia
- Eotarbus litoralis  Kušta, 1888
- Nemastomoides depressus Petrunkevitch, 1913